# Chaetostoma sovichthys
Chaetostoma sovichthys är en fiskart som beskrevs av Schultz, 1944. Chaetostoma sovichthys ingår i släktet Chaetostoma och familjen Loricariidae. Inga underarter finns listade i Catalogue of Life.